# Morti nel 1191
| Questa pagina contiene informazioni ricavate automaticamente dalle voci biografiche con l'ausilio del template Bio e di un bot. L'aggiornamento è periodico e automatico e ricostruisce completamente la pagina. Se manca una persona in questa lista, sei pregato di non aggiungerla, ma accertati piuttosto che la sua voce biografica contenga il template Bio e che i dati anagrafici siano correttamente compilati. Se il template Bio manca, inseriscilo tu stesso o, in alternativa, metti l'avviso {{tmp\|Bio}} che ne segnala la mancanza. Se i dati riportati sono sbagliati, correggi direttamente la voce biografica; le modifiche saranno visibili in questa lista entro pochi giorni. Per chiarimenti vedi il progetto biografie. La lista contiene solo le 24 persone che sono citate nell'enciclopedia e per le quali è stato implementato correttamente il template Bio. Pagina aggiornata al 13 gen 2025. |

- 20 gennaio - Federico VI di Svevia, nobile tedesco (n. 1167)
- 20 gennaio - Tebaldo V di Blois, conte
- 8 febbraio - Erardo II di Brienne, nobile francese
- 24 febbraio - Giovanni I d'Alençon, nobile francese
- 20 marzo - Papa Clemente III, papa, cardinale e vescovo cattolico italiano (n. 1130)
- 26 marzo - Agnese di Loon, nobile tedesca (n. 1150)
- 6 maggio - Giovanni II d'Alençon, nobile francese
- 30 giugno - Giovanni I di Ponthieu, nobile francese
- 1º luglio - Filippo I di Fiandra, conte
- 3 luglio - Albéric Clément, militare francese
- 7 luglio - Giuditta di Svevia, principessa tedesca
- 19 luglio - Stefano del Lupo, abate e santo italiano
- 29 luglio - Sohravardi, filosofo e mistico persiano (n. 1155)
- 5 agosto - Rodolfo di Zähringen, arcivescovo cattolico tedesco (n. 1135)
- 7 settembre - Giacomo d'Avesnes, nobile francese (n. 1152)
- 9 settembre - Corrado II di Boemia, sovrano boemo
- 10 settembre - Ralph de Warneville, vescovo cattolico e politico inglese
- 15 ottobre - Raul I di Clermont, conte francese
- 15 dicembre - Guelfo I di Toscana, marchese tedesco (n. 1115)
- Enghelberto II di Gorizia, conte
- Guglielmo V del Monferrato, nobile italiano
- Ulrico II di Neuchâtel, nobile svizzero (n. 1120)
- Stefano I di Sancerre, nobile
- Sigifredo di Mantova, vescovo cattolico italiano